# Stilobezzia latiforceps
Stilobezzia latiforceps är en tvåvingeart som beskrevs av Tokunaga 1959. Stilobezzia latiforceps ingår i släktet Stilobezzia och familjen svidknott. Inga underarter finns listade i Catalogue of Life.